# پایگاه هوایی آلاکورتی

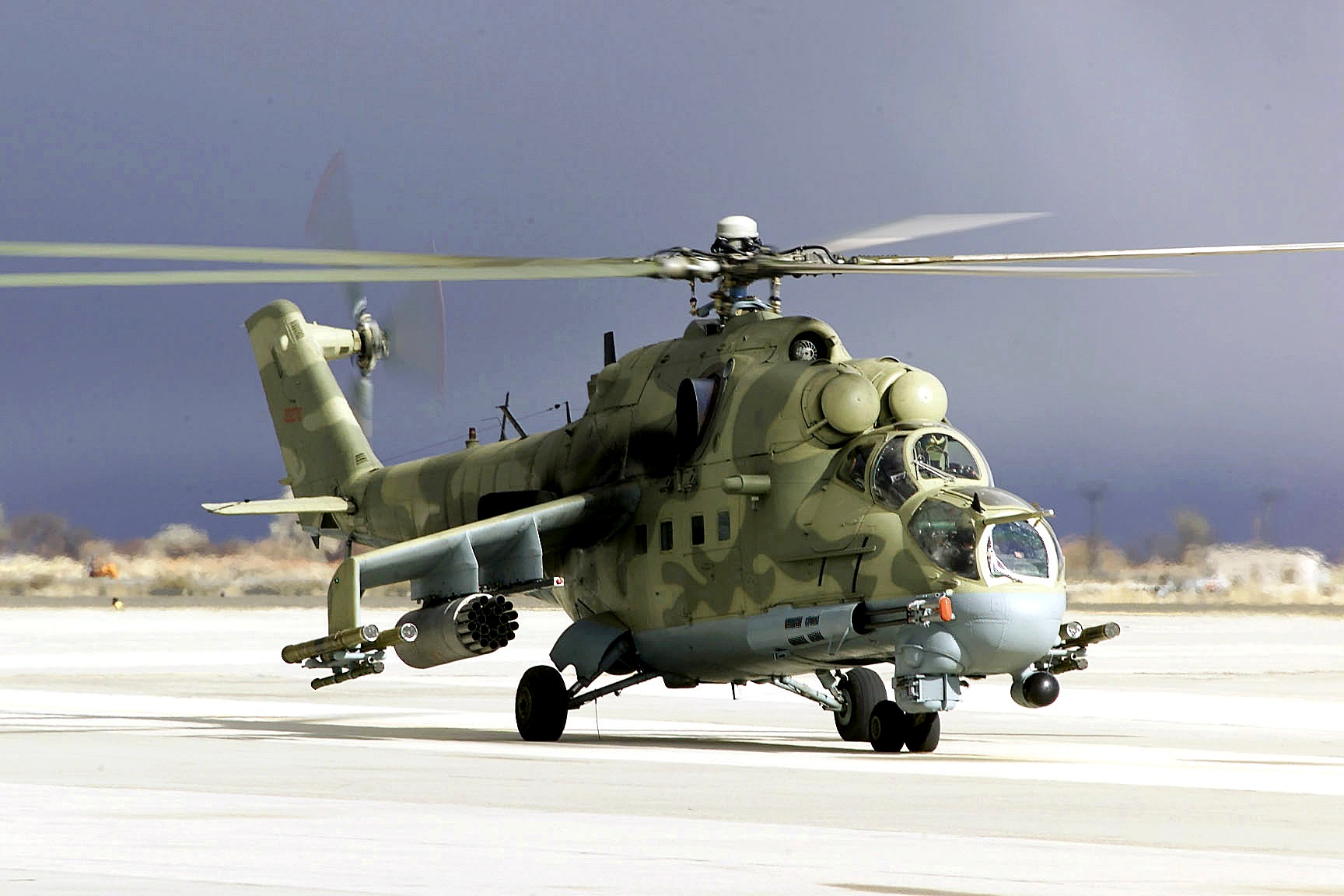
عکس از Mi-24

پایگاه هوایی آلاکورتی (به انگلیسی: Alakurtti (air base)) یک فرودگاه نظامی است که یک باند فرود بتن دارد و طول باند آن ۲۵۰۰ متر است. این فرودگاه در کشور روسیه قرار دارد و در ارتفاع ۱۶۴ متری از سطح دریا واقع شده‌است.